# Radula amoena
Radula amoena là một loài rêu trong họ Radulaceae. Loài này được Herzog mô tả khoa học đầu tiên năm 1931.